# ロス公爵
ロス公爵（ロスこうしゃく、英語: Duke of Ross）は、スコットランド貴族の爵位。2度創設され、いずれもスコットランド王の息子が叙されたが1代で断絶した。爵位名の起源はスコットランドのロス。1回目は1488年にジェームズ3世の次男ジェームズ・ステュアートが叙され、1504年に彼が死去すると断絶した。2回目はジェームズ4世の末男アレクサンダー・ステュアートが叙されたが、翌年に夭折して爵位が断絶した。

## ロス公爵（第1期）
- ジェームズ・ステュアート（英語版）（1476年 - 1504年） - ジェームズ3世の次男、オーモンド侯爵、ロス伯爵、アードメナク伯爵、ブレッチンとナヴァル卿[1]

## ロス公爵（第2期）
- アレクサンダー・ステュアート（1514年 - 1515年） - ジェームズ4世の末男、ジェームズ4世の死後に生まれた[1]